# Giovanni Poggio
Giovanni Poggio (ur. 26 stycznia 1493 w Bolonii, zm. 12 lutego 1556 tamże) – włoski kardynał.

## Życiorys
Urodził się 26 stycznia 1493 roku w Bolonii, jako syn Cristofora Poggia i Francesci Mantuany. W młodości wziął ślub i miał kilkoro dzieci. Po śmierci żony w 1528 roku wstąpił do stanu duchownego i został protonotariuszem apostolskim i skarbinikiem Kamery Apostolskiej. Pełnił funkcję nuncjuszem apostolskim w Hiszpanii w latach 1529–1541. 4 października 1541 roku został wybrany biskupem Tropei. Nigdy nie odwiedził swojej diecezji i zarządzał nią poprzez wikariuszów apostolskich. Po kilkumiesięcznej przerwie ponownie objął nuncjaturę w Madrycie w 1541 roku i przebywał tam przez kolejne 10 lat. 20 listopada 1551 roku został kreowany kardynałem prezbiterem i otrzymał kościół tytularny Sant’Anastasia. W latach 1551–1553 był legatem a latere w Hiszpanii. W 1556 roku zrezygnował z zarządzania diecezją. Zmarł 12 lutego 1556 roku w Bolonii.